# Hepberg
Hepberg – miejscowość i gmina w Niemczech, w kraju związkowym Bawaria, w rejencji Górna Bawaria, w regionie Ingolstadt, w powiecie Eichstätt. Leży częściowo na terenie Parku Natury Altmühltal, około 21 km na południowy wschód od Eichstätt, przy autostradzie A9.

## Demografia
| Rok  | Liczba mieszk. |
| ---- | -------------- |
| 1970 | 1 118          |
| 1987 | 1 760          |
| 2000 | 2 418          |
| 2005 | 2 449          |

Dane o ludności z 31 grudnia 2008:
| Opis                                | Ogółem | Ogółem | Kobiety | Kobiety | Mężczyźni | Mężczyźni |
| ----------------------------------- | ------ | ------ | ------- | ------- | --------- | --------- |
| Jednostka                           | osób   | %      | osób    | %       | osób      | %         |
| Populacja                           | 2472   | 100    | 1225    | 49,56   | 1247      | 50,44     |
| Wiek przedprodukcyjny (0–17 lat)    | 488    | 19,74  | 219     | 8,86    | 269       | 10,88     |
| Wiek produkcyjny (18–65 lat)        | 1576   | 63,75  | 790     | 31,96   | 786       | 31,8      |
| Wiek poprodukcyjny (powyżej 65 lat) | 408    | 16,5   | 216     | 8,74    | 192       | 7,77      |

## Polityka
Wójtem gminy jest Albin Steiner z CSU, rada gminy składa się z 14 osób.
|      | CSU | SPD | FHB | Razem |
| 2008 | 7   | 3   | 4   | 14    |
| 2002 | 7   | 3   | 4   | 14    |

## Oświata
W gminie znajduje się przedszkole (100 miejsc) oraz szkoła podstawowa (5 nauczycieli, 103 uczniów).